# 姚时晓
姚时晓（1909年—2002年），笔名时晓、剑秋，男，浙江吴兴人，中国剧作家，曾任中国戏剧家协会理事。